# The Loch
Pour les articles homonymes, voir Loch (homonymie).
The Loch est un lac américain dans le comté de Larimer, dans le Colorado. Il est situé à 3 106 mètres d'altitude au sein du parc national de Rocky Mountain.